# Międzyrzecz
Międzyrzecz este un oraș în Polonia. Are o populație de 25.131 locuitori (2017) și o suprafață de 315,32 km².